# フォーシーズンズホテル

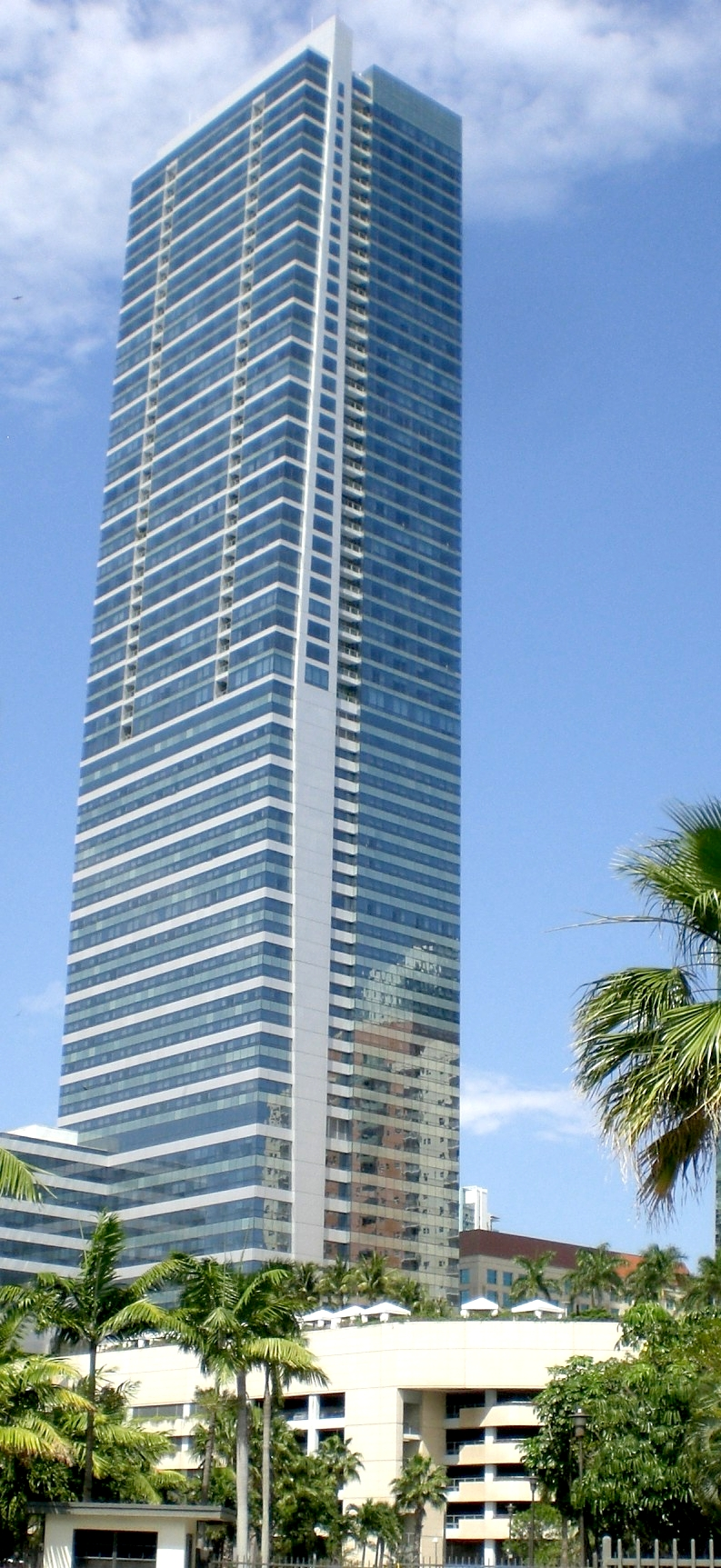
フォーシーズンズホテル・マイアミ

フォーシーズンズ・ホテルズ（英: Four Seasons Hotels, Inc.）は、カナダ・オンタリオ州トロントに本部を置くホテル運営会社。国際的なホテルチェーンであるフォーシーズンズ・ホテルズ&リゾーツ（英: Four Seasons Hotels and Resorts）を世界各国で展開している。

## 概要
本部はカナダ・オンタリオ州トロントにある。現会長兼CEOのイサドア・シャープ (Isadore Sharp) が、トロントに最初のホテルを開業させる前年の1960年に設立された。1961年3月21日には創業第1号としてフォーシーズンズ・モーターホテルをトロントのダウンタウンに開業。創業当時は具体的な会社のビジョンなどが一切決定していなかったが、1972年に今日の姿である「中規模でラグジュアリーなホテル」を会社のビジョンとした。
会社のビジョンが決定して以降は順調にホテル数を増やしたものの、1970年に開業したロンドンのイン・オン・ザ・パーク（現・フォーシーズンズ・ホテル・ロンドン・パークレーン）を除いて、カナダとアメリカ以外の国での進出を果たせずにいた。しかし、1992年1月にアジア進出第1号として開業したフォーシーズンズホテル椿山荘東京（現・ホテル椿山荘東京）を皮切りに、カナダとアメリカ以外の国にも積極的に進出を果たすようになった。
1992年8月には香港を本拠とするラグジュアリーホテルチェーンのリージェント・インターナショナル・ホテルズと合併して、ホテルの数を一気に増やすとともに、チェーン名をフォーシーズンズ・リージェント・ホテルズ&リゾーツに改称した。だが、1997年1月には「リージェント」のブランドネームの権利をカールソン・ホテルズ・ワールドワイド（現・カールソン・レジドール・ホテルズ）に譲渡し、チェーン名を改称前の名称であるフォーシーズンズ・ホテルズ&リゾーツに戻した。その結果、譲渡以前に誕生したリージェントホテルはフォーシーズンズが経営し、譲渡以降に誕生したリージェントホテルはカールソンが経営することになった。カールソンへの経営譲渡後、フォーシーズンズが運営するリージェントホテルは順次名称をフォーシーズンズホテルに変更している。
2000年5月にはアフリカ進出第1号をカイロに開業（現・フォーシーズンズ・ホテル・カイロ・アット・ザ・ファーストレジデンス）、その後も2005年10月に香港に開業するなど順調にホテルの数を増やしている。
大規模なシティホテルとは違い、基本的に客室数は少なめで、豪華な設備と質の高いサービスを特徴としている。
フォーシーズンズという名前は、シャープがハンブルクのフィヤー・ヤーレスツァイテン（現・フェアモントホテル・フィヤー・ヤーレスツァイテン、フィヤー・ヤーレスツァイテン (Vier Jahreszeiten) はドイツ語で「四季」という意味）に宿泊して感動し、カナダにもそのようなホテルを造りたいと思い、フィヤー・ヤーレスツァイテンにあやかって名づけられた。ロゴマークも「季節」を象徴しており、樹木状のマークの右上が春、左上が夏、右下が秋、左下が冬を表している。
2001年のアメリカ同時多発テロ事件を境に経営が悪化し、2007年マイクロソフト会長のビル・ゲイツとサウジアラビアのアル・ワリード王子が対等に38億ドルで株式95%を取得し、残り5％をシャープが保持することで合意した。

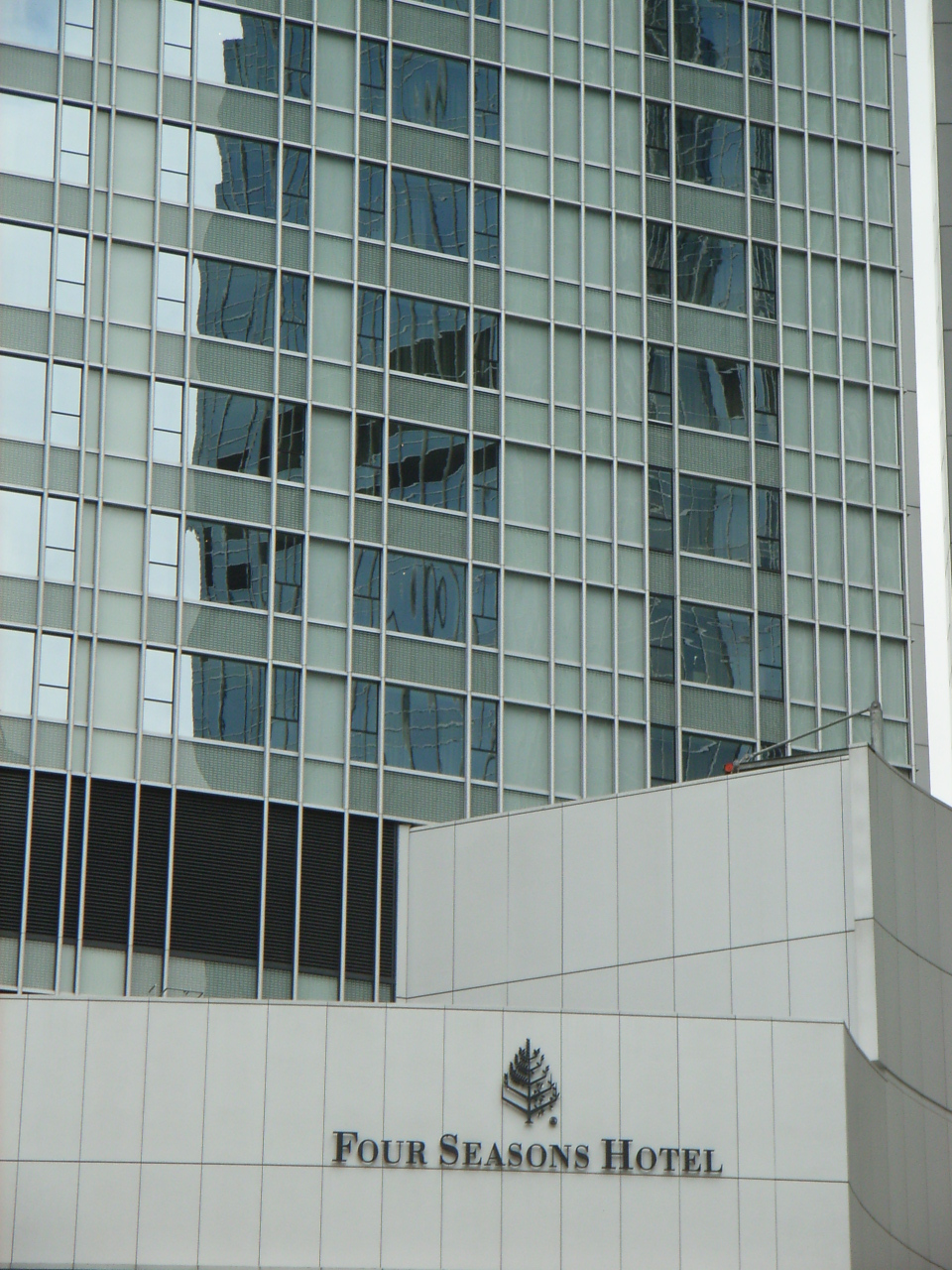
フォーシーズンズホテル香港

## 日本における展開
1992年1月、フォーシーズンズホテルズ・アンド・リゾーツと、東京都文京区の椿山荘敷地内にあるホテル椿山荘東京やワシントンホテルを経営する藤田観光との提携によって、アジアで初めてのフォーシーズンズホテルとして、「フォーシーズンズ・ホテル椿山荘東京」（現・ホテル椿山荘東京）が開業した。しかし、両社の提携は2012年末をもって解消された。
2002年10月に、香港の通信大手・パシフィックセンチュリーグループとのマネジメントコントラクトにより、東京都千代田区丸の内に「フォーシーズンズ・ホテル丸の内東京」を開業。
2016年10月に、マレーシアのコングロマリットであるベルジャヤ・コーポレーションとのマネジメントコントラクトにより、京都市東山区に「フォーシーズンズ・ホテル京都」（フォーシーズンズホテル&ホテルレジデンス京都）を開業。ベルジャヤ・グループが所有していたが、ホテル部分は2020年に売却している。
2020年9月に、三井不動産リゾートマネジメントとのマネジメントコントラクトにより、東京都千代田区大手町に「フォーシーズンズ・ホテル東京大手町」を開業。
2024年8月に、東京建物とHPLとのマネジメントコントラクトにより、大阪府大阪市北区に「フォーシーズンズ・ホテル大阪」を開業。
今後も日本国内において、さらに数軒のホテルやリゾートの開業が予定されている。

### 営業中のホテル
- フォーシーズンズ・ホテル丸の内東京（57室、2002年10月15日開業）
- フォーシーズンズ・ホテル東京大手町（190室、2020年9月1日開業[注 3]）
- フォーシーズンズ・ホテル京都（123室のホテル客室と57室のホテルレジデンス、2016年10月15日開業[3]）
- フォーシーズンズ・ホテル大阪（175室、2024年8月1日開業）

### かつて営業していたホテル
- フォーシーズンズ・ホテル椿山荘東京（現・ホテル椿山荘東京）

### 新規開業予定ホテル
- フォーシーズンズ・リゾート&プライベートレジデンス沖縄〈仮称〉

ベルジャヤ・グループが沖縄県恩納村の恩納通信所跡地（総面積約100エーカーのビーチ沿い）に、120室のホテル、40戸のヴィラ、120戸のプライベートレジデンスを計画。当初は2020年の着工と2023年〜2024年の開業を予定していたが、その後計画が変更され、2024年3月に着工、2027年夏頃の開業が予定されている。
- フォーシーズンズ横浜ハーバーエッジ〈仮称〉[8]

ベルジャヤ・グループが横浜みなとみらい62街区に、フォーシーズンズホテルやデジタル水族館などを含む複合施設を計画。当初は2022年10月の着工と2026年3月の完成を予定していたが、その後二度延期され、2025年7月以降の着工および2028年9月の完成が予定されている。

## フォーシーズンズ・ホテル一覧

### 北アメリカ
- アメリカ合衆国
  - フォーシーズンズ・ホテル・アトランタ
  - フォーシーズンズ・ホテル・オースティン
  - フォーシーズンズ・ホテル・ボストン
  - フォーシーズンズ・ホテル・ボストン・ワン・ダルトン・ストリート
  - フォーシーズンズ・ホテル・シカゴ
  - フォーシーズンズ・リゾート＆クラブ・ダラス・アット・ラスコリナス
  - フォーシーズンズ・ホテル・デンバー
  - フォーシーズンズ・リゾート・フアラライ・アット・ヒストリック・カウプレフ
  - フォーシーズンズ・リゾート・ラナイ・アット・マネレベイ
  - フォーシーズンズ・リゾート・ラナイ、ロッジ・アット・コエレ
  - フォーシーズンズ・リゾート・マウイ・アット・ワイレア
  - フォーシーズンズ・ホテル・ヒューストン
  - フォーシーズンズ・リゾート・ジャクソンホール
  - フォーシーズンズ・ホテル・ラスベガス
  - フォーシーズンズ・ホテル・ロサンゼルス・アット・ビバリーヒルズ
  - ビバリーウィルシャー・ビバリーヒルズ、ア・フォーシーズンズ・ホテル（旧 リージェント・ビバリーウィルシャー）
  - フォーシーズンズ・ホテル・ウェストレイク・ビレッジ、カリフォルニア
  - フォーシーズンズ・ホテル・マイアミ
  - フォーシーズンズ・ホテル・ニューヨーク
  - フォーシーズンズ・ホテル・ニューヨーク・ダウンタウン
  - フォーシーズンズ・リゾート・パームビーチ
  - フォーシーズンズ・ホテル・シリコンバレー・アット・イースト・パロアルト
  - フォーシーズンズ・ホテル・フィラデルフィア
  - フォーシーズンズ・レジデンスクラブ・アビアラ、ノースサンディエゴ
  - フォーシーズンズ・ホテル・サンフランシスコ
  - フォーシーズンズ・リゾート・ザ・ビルトモア・サンタバーバラ
  - フォーシーズンズ・ホテル・スコッツデール・アット・トローンノース
  - フォーシーズンズ・ホテル・シアトル
  - フォーシーズンズ・ホテル・セントルイス
  - フォーシーズンズ・リゾート・ベール
  - フォーシーズンズ・ホテル・ワシントンDC
  - フォーシーズンズ・リゾート・フアラライ（ハワイ州ハワイ島カウプレフ）
- カナダ
  - フォーシーズンズ・ホテル・トロント
  - フォーシーズンズ・ホテル・バンクーバー
  - フォーシーズンズ・ホテル・ウィスラー

### 中央・南アメリカ
- アルゼンチン
  - フォーシーズンズ・ホテル・ブエノスアイレス
- ウルグアイ
  - フォーシーズンズ・リゾート・カルメロ・ウルグアイ
- コスタリカ
  - フォーシーズンズ・リゾート・コスタリカ・アット・ペニンシュラ・パパガヨ
- メキシコ
  - フォーシーズンズ・ホテル・メキシコD.F.
  - フォーシーズンズ・リゾート・プンタミタ・メキシコ
  - フォーシーズンズ・リゾート・ロスカボス
- セントクリストファー・ネイビス
  - フォーシーズンズ・リゾート・ネイビス、西インド諸島

### アジア
- インドネシア
  - フォーシーズンズ・リゾート・バリ・アット・ジンバランベイ
  - フォーシーズンズ・リゾート・バリ・アット・サヤン
  - フォーシーズンズ・ホテル・ジャカルタ
- タイ
  - フォーシーズンズ・リゾート・チェンマイ（旧 リージェント・チェンマイ）
  - フォーシーズンズ・テントキャンプ・ゴールデントライアングル・タイ
  - フォーシーズンズ・リゾート・コーサムイ・タイ
  - フォーシーズンズ・ホテル・バンコク・アット・チャオプラヤ・リバー（2020年10月1日オープン）
- マレーシア
  - フォーシーズンズ・リゾート・ランカウィ・マレーシア
  - フォーシーズンズ・ホテル・クアラルンプール
- インド
  - フォーシーズンズ・ホテル・ムンバイ
  - フォーシーズンズ・ホテル・ベンガルー
- 中国
  - フォーシーズンズ・ホテル・上海
  - フォーシーズンズ・ホテル・上海・浦東
  - フォーシーズンズ・ホテル・杭州・アット・ウェストレイク
  - フォーシーズンズ・ホテル・北京
  - フォーシーズンズ・ホテル・天津
  - フォーシーズンズ・ホテル・広州
  - フォーシーズンズ・ホテル・深圳
  - フォーシーズンズ・ホテル・香港
  - フォーシーズンズ・ホテル・マカオ・コタイストリップ
- シンガポール
  - フォーシーズンズ・ホテル・シンガポール
- 日本

  - フォーシーズンズ・ホテル丸の内東京
  - フォーシーズンズ・ホテル京都
  - フォーシーズンズ・ホテル東京大手町
  - フォーシーズンズ・リゾート&プライベートレジデンス沖縄 (2023年もしくは、2024年開業予定)
  - フォーシーズンズ・ホテル大阪
- モルディブ
  - フォーシーズンズ・リゾート・モルディブ・アット・クダフラア
  - フォーシーズンズ・リゾート・モルディブ・アット・ランダーギラーヴァル
  - フォーシーズンズ・エクスプローラー・モルディブ（クルーズ）

### オセアニア
- フランス領ポリネシア
  - フォーシーズンズ・リゾート・ボラボラ、仏領ポリネシア
- オーストラリア
  - フォーシーズンズ・ホテル・シドニー

### ヨーロッパ
- ハンガリー
  - フォーシーズンズ・ホテル・グレシャム・パレス・ブダペスト
- イタリア
  - フォーシーズンズ・ホテル・フィレンツェ
  - フォーシーズンズ・ホテル・ミラノ
- スイス
- フォーシーズンズ・ホテル、ホテル・デ・ベルグ・ジュネーブ
- トルコ
- フォーシーズンズ・ホテル・イスタンブール・アット・ボスポラス
- フォーシーズンズ・ホテル・イスタンブール・アット・スルタンアフメト
- ポルトガル
- フォーシーズンズ・ホテル・リッツ・リスボン
- イギリス
  - フォーシーズンズ・ホテル・ロンドン・パークレーン
  - フォーシーズンズ・ホテル・ロンドン・テントリニティー・スクエア
  - フォーシーズンズ・ホテル・ハンプシャー
- フランス
  - フォーシーズンズ・ホテル・ジョルジュサンク・パリ
  - フォーシーズンズ・リゾート・メジェーブ
  - グランド-オテル デュ キャップ-フェラ (フォーシーズンズ・ホテル)
- チェコ
  - フォーシーズンズ・ホテル・プラハ
- ロシア
  - フォーシーズンズ・ホテル・モスクワ（旧ホテル・モスクワ）
  - フォーシーズンズ・ホテル・ライオンパレスサンクトペテルブルク

### 中東・アフリカ
- エジプト
  - フォーシーズンズ・ホテル・アレキサンドリア・アット・サンステファノ・エジプト
  - フォーシーズンズ・ホテル・カイロ・アット・ザ・ファーストレジデンス
  - フォーシーズンズ・ホテル・カイロ・アット・ナイルプラザ
  - フォーシーズンズ・リゾート・シャルム・エル・シェイク・エジプト
- レバノン
  - フォーシーズンズ・ホテル・ベイルート
- モロッコ
  - フォーシーズンズ・ホテル・マラケシュ
  - フォーシーズンズ・ホテル・カサブランカ
- モーリシャス
  - フォーシーズンズ・リゾート・モーリシャス・アット・アナヒータ
- セーシェル
  - フォーシーズンズ・リゾート・セーシェル
- シリア
  - フォーシーズンズ・ホテル・ダマスカス
- カタール
  - フォーシーズンズ・ホテル・ドーハ
- サウジアラビア
  - フォーシーズンズ・ホテル・リヤド・アット・キングダムセンター
- ヨルダン
  - フォーシーズンズ・ホテル・アンマン
- アラブ首長国連邦
  - フォーシーズンズ・ホテル・インターナショナル・ファイナンシャルセンター
  - フォーシーズンズ・ホテル・ドバイ・アットジュメイラビーチ
  - フォーシーズンズ・ホテル・アブダビ・アット・アルマライアアイランド

### かつて営業していたホテル
- タイ
  - フォーシーズンズ・ホテル・バンコク（旧 リージェント・バンコク） （2015年3月1日よりAnantara Siam Bangkok Hotel）